# Mus orangiae
Mus orangiae је врста глодара из породице мишева (лат. Muridae). 

## Распрострањење
Врста је присутна у Јужноафричкој Републици и Лесоту.

## Станиште
Врста Mus orangiae има станиште на копну.

## Начин живота
Врста Mus orangiae прави гнезда. 

## Угроженост
Ова врста није угрожена, и наведена је као последња брига јер има широко распрострањење.

### Популациони тренд
Популациони тренд је за ову врсту непознат.